# Transi de René de Chalon
Le Transi de René de Chalon, également appelé le Squelette, le Décharné, ou le Monument au cœur de René de Chalon, est une statue funéraire attribuée au sculpteur lorrain Ligier Richier réalisée en pierre calcaire de Sorcy au XVIe siècle, vers 1545/1547. Prenant place initialement dans l'ancienne collégiale Saint-Maxe du château des ducs de Bar, elle est visible depuis 1790 dans l'église Saint-Étienne de Bar-le-Duc (Meuse).
Ce transi, qui a la particularité d'être dressé debout, comme un vivant, est sculpté pour orner la sépulture barisienne de René de Chalon, prince d'Orange, mort le 15 juillet 1544 lors du siège de Saint-Dizier. Œuvre majeure de la Renaissance et de Ligier Richier, elle a provoqué de nombreuses réactions à travers les siècles, et a servi d'inspiration à d'autres œuvres artistiques.
La statue est classée au titre d'objet aux monuments historiques le 18 juin 1898, et le retable et l'autel sont classés à leur tour le 7 décembre 1993.

## Histoire
En 1544, René de Chalon, prince d'Orange, favori de Charles Quint et gendre d'Antoine le Bon, duc de Lorraine et de Bar, fait le siège de Saint-Dizier. Le 14 juillet 1544, il est mortellement blessé à l'épaule par un coup de couleuvrine tiré par un prêtre de la ville nommé Joachim. En dépit des efforts des médecins, il décède le lendemain, le 15 juillet à l'âge de 25 ans. Son corps est enterré dans le caveau familial des Nassau-Orange dans l'ancienne cathédrale Notre-Dame de Bréda, aux Pays-Bas. Conformément à une coutume du XIIIe siècle permettant aux rois et aux princes de bénéficier de plusieurs sépultures, son cœur et ses entrailles sont enterrés dans la collégiale Saint-Maxe du château des ducs de Bar, à Bar-le-Duc.

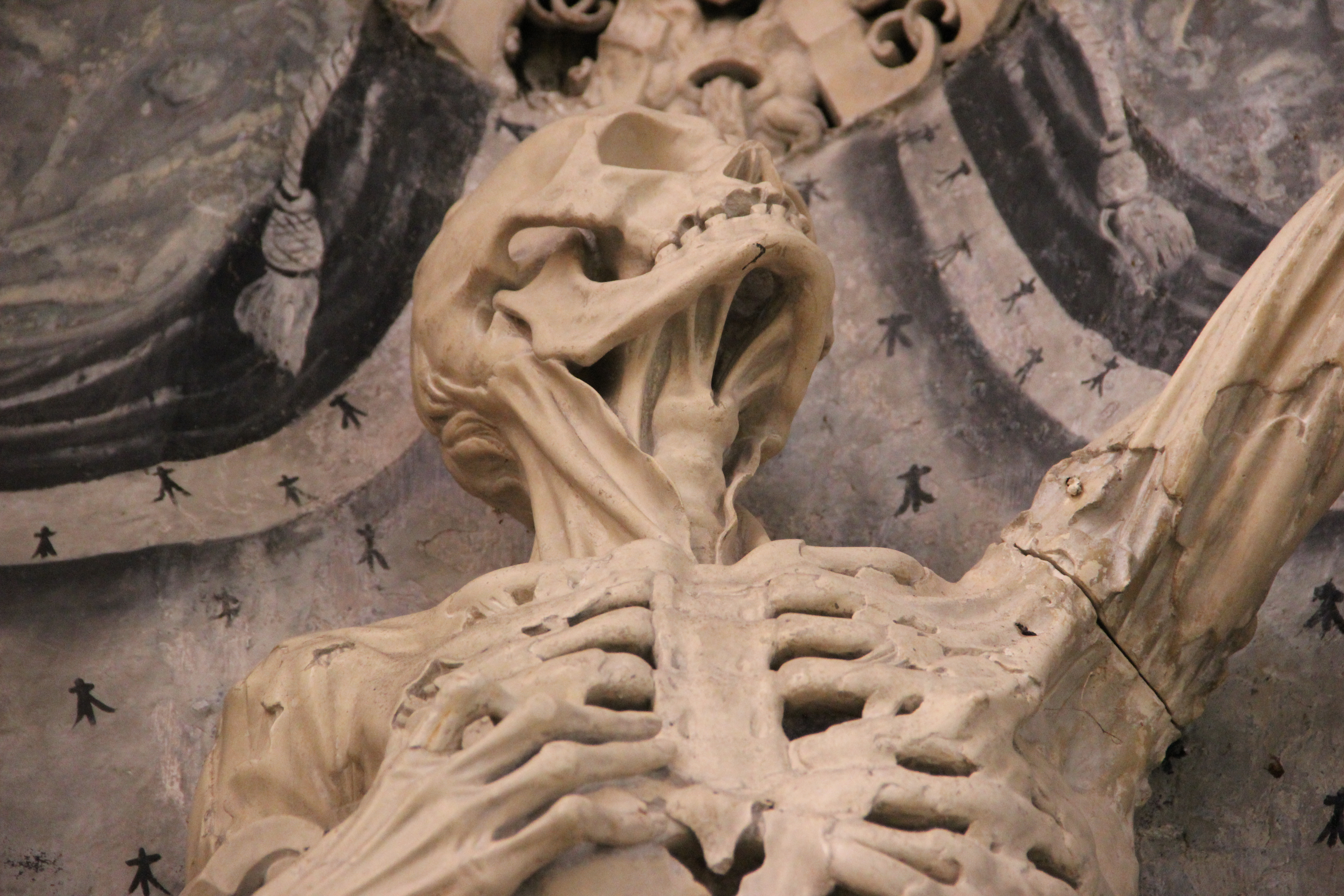
Détail du Transi.

Ligier Richier sculpte un monument funéraire, le Transi, qui est placé en 1545 près du tombeau de René de Chalon, dans la collégiale Saint-Maxe. Selon la légende, aujourd'hui réfutée, le prince aurait exprimé sur son lit de mort la volonté d'être représenté tel qu'il serait trois ans après sa mort. François Ier de Lorraine, le frère d'Anne de Lorraine, épouse de René de Chalon, aurait alors passé commande à Ligier Richier. La statue est posée à même le sol le long d'un pilier, du côté de l'évangile, face au maître-autel.
En 1790, peu avant la destruction de la collégiale Saint-Maxe sous la Révolution, le transi et les restes princiers sont déménagés dans la collégiale Saint-Pierre (future église Saint-Étienne). Lors du déplacement, le squelette est endommagé à plusieurs endroits et se voit grossièrement réparé. La sculpture est placée sur le monument du comte de Bar Henri IV et sa femme Yolande de Flandre, avec leurs deux gisants et douze statuettes de marbre blanc représentant les Apôtres.
En 1793, la collégiale est saccagée par un corps de volontaires du « Bataillon du Temple » qui était en garnison à Bar-le-Duc : les deux gisants sont brisés et les douze statuettes volées. Le réceptacle d'or ou de vermeil contenant le cœur momifié du prince est dérobé par un soldat, qui casse également la main gauche de la statue.
En 1810, le monument est finalement restauré : la main est refaite et on y dépose d'abord un sablier, puis un cœur de plâtre. Il est déposé sur un nouveau soubassement, entre deux colonnes de marbre noir, et se voit entouré de grilles pour sa protection.
Deux copies de l’œuvre sont réalisées : en 1894, pour le musée des sculptures du palais du Trocadéro, et en 1922, pour la tombe du dramaturge et poète Henry Bataille à partir d'un moulage conservé au Musée Barrois.
Le 18 juin 1898, la statue est classée au titre d'objet aux monuments historiques.
Lors de la Première Guerre mondiale, la sculpture reste sur place jusqu'en 1917, protégée par des sacs de sable, avant d'être démontée et expédiée au Panthéon à Paris. Elle revient en 1920 après de nombreux échanges de courriers. Pendant la Seconde Guerre mondiale, elle est mise à l'abri dès les premiers conflits.
Le 7 décembre 1993, le retable et l'autel sont classés à leur tour aux monuments historiques,,.
Tous les déplacements et manipulations ont fragilisé la statue. Malgré une nouvelle restauration en 1968, la statue est en mauvais état à cause de l'humidité ambiante dans l'église. En 1998, une étude documentaire et historique est commandée par la Direction régionale des Affaires culturelles (DRAC) de Lorraine, et en 2001, un bilan sanitaire détaillé est dressé. La restauration de la sculpture, du retable et de l'autel a lieu de 2002 à 2003. Après avoir démonté le retable et l'autel, des premiers travaux sont réalisés sur l'édifice accueillant la sculpture : drainage le long des murs extérieurs, pose d'un film étanche à la base des murs encadrant la sculpture, mise en place d'un hérisson sous l'autel, et restauration de la couverture de la chapelle mitoyenne. La peinture du manteau mortuaire est restaurée et le processus permet de mettre au jour un ancien décor de type faux-marbre dans les coins. Le Transi est lui déposé et porté dans une salle spéciale aménagée au musée Barrois, afin que les visiteurs puissent en suivre la restauration. Une auscultation par radar géologique permet de localiser les goujons qui tiennent les trois morceaux de la statue entre eux. Les goujons en fer rouillés provoquant des fissures sont remplacés par d'autres en acier inoxydable. La surface est délicatement nettoyée au coton-tige, l'intérieur du torse est désinfecté et purifié, les traces de l'ancienne restauration sont effacées, les fissures sont bouchées.
À partir du XIXe siècle, la sécurité de la sculpture devient une préoccupation. Un grillage, une grille, puis une vitre vont se succéder. En 2002, la grille haute actuelle est installée par l'architecte des monuments de France.

## Composition

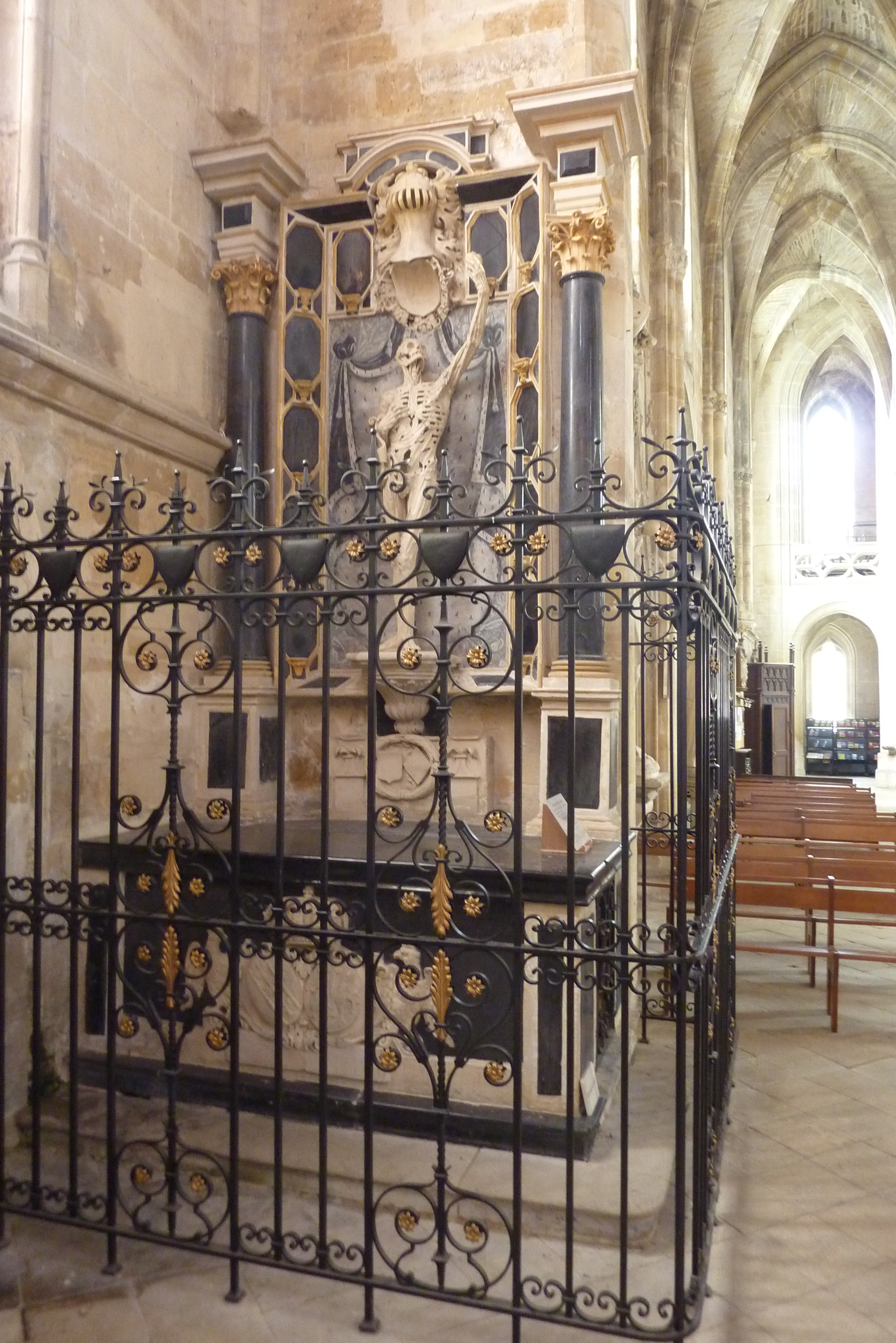
Transi de René de Chalon au-dessus de l'autel contenant les ossements des princes du Barrois.

### Transi
L’œuvre est désignée comme un  transi, c'est-à-dire une sculpture représentant un mort de façon réaliste, contrairement au gisant représentant un personnage couché et endormi. Cette représentation est issue d'une série de transis apparue dans la seconde moitié du XVIe siècle. Mais elle a la particularité de figurer le corps décomposé dressé debout, comme un vivant, et non couché. Cela fait d'elle une œuvre singulière dans l'art funéraire de la Renaissance et qui appellerait une dénomination spécifique puisque sans équivalent.
Le squelette contemple son cœur qu'il brandit du bras gauche à pleine main vers le ciel. Son bras droit porte un écu sans armoiries et sa main se crispe sur ses côtes où la peau part en lambeaux. Il a un grand trou dans le bas ventre et un bout de peau est rabattu vers le bas, comme pour cacher les parties intimes. Les cuisses n'ayant plus de chair, la peau fait des plis sur les os. Les jambes laissent apercevoir veines, nerfs et tendons, et une rotule est mise à nu. La tête n'est plus couverte par la peau, mais compte quelques cheveux à l'arrière du crâne et encore quelques dents. Dans le cou, une échancrure de peau laisse apercevoir la trachée et les tendons.
Haute d'environ 1,77 m, la statue est formée de deux pièces principales qui se rejoignent au niveau du bassin. Elle est faite de pierre calcaire de Sorcy, et une préparation à base de cire appliquée sur la pierre chauffée lui donnait à l'origine l'apparence du marbre.
La posture du squelette comporte plusieurs symboliques. Le bras tendu vers le ciel rappelle le bras armé, brandissant une épée, mais dans le cas présent il donne son cœur à Dieu. Cela exprimerait un message de foi et d'espérance en la résurrection. La main droite posée sur la poitrine signifie la fermeté de l'âme. L'écu sur le bras droit rappelle que le mort était un chevalier, et fait de la sculpture une œuvre à la gloire de la famille de Lorraine. Certains estiment que cette posture symboliserait la supériorité de l’esprit sur le corps (offrir sa vie à Dieu), d’autres voient ceci comme une marque de pénitence, d'autres encore, une victoire de la vie sur la mort, l'espérance de la résurrection des corps. Des ouvrages ésotériques vont jusqu'à comparer cette posture à celle d'un compagnon maçonnique « à l'ordre » mais ces suppositions sont infondées et demeurent de pures spéculations.
L’esthétique de l’œuvre est unique et la fine exécution de l’« écorché » laisse penser que Ligier Richier avait acquis de profondes connaissances anatomiques. Une observation détaillée révèle cependant de nombreuses « erreurs » et approximations qui font du monument un magnifique exemple d'évocation plus que de réalité... Aucun document ne permet d'affirmer que Ligier Richier ait pu mener des études anatomiques ou pratiquer des dissections.

### Décor environnant

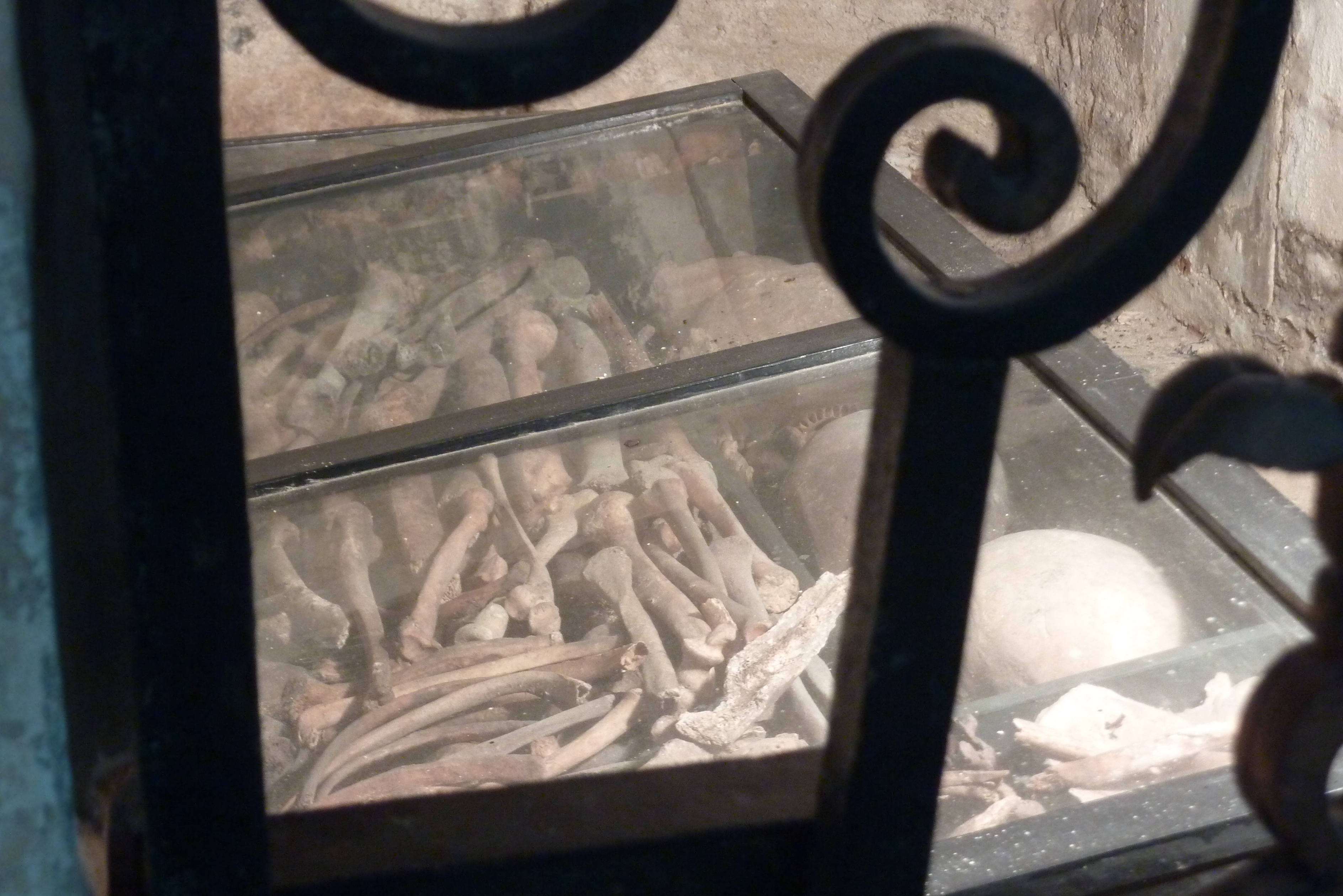
Ossements des princes du Barrois.

Le décor autour du squelette est constitué d'éléments provenant probablement du maître-autel de l'ancienne collégiale Saint-Maxe. Le squelette est posé devant une peinture d'un grand manteau funèbre d'hermine réalisée par Varambel en 1810. Autour, sont disposés douze panneaux octogonaux de marbre noir sertis dans la pierre blanche et entre lesquels sont fixées douze petites consoles. Sur les côtés, deux colonnes de marbre noir encadrant le tout. Au-dessus, il y a un écusson sans armoiries entouré du collier de l'ordre de la Toison d'or, et surmonté du timbre d'un casque à onze grilles d'où s'échappent des lambrequins de feuillages.
Sous le monument se trouve un autel où reposent les ossements des princes du Barrois. La dalle de marbre noir de l'autel est l'un des derniers vestiges du tombeau du comte de Bar Henri IV et sa femme Yolande de Flandre. Sur le devant de l'autel, les armoiries de Lorraine et de Bar ont été exécutées sur l'initiative du curé Rollet en 1810. Deux graffitis anciens sont également présent sur la dalle noire.
Les ossements ont été rassemblés en 1793 par Jean-François Bardot, le curé de l'église, après que les révolutionnaires eurent profané les cercueils des caveaux de la collégiale Saint-Maxe. Il se trouve probablement les ossements de :
- Henri IV de Bar (1315/1320 - 1344)
- Yolande de Flandre, son épouse (1326 - 1395)
- Robert Ier de Bar (1344 - 1411)
- Marie de France, son épouse (1344 - 1404)
- Édouard III de Bar, leur fils (1377 - 1415)

et peut-être ceux de :
- Frédéric Ier de Lorraine (910/915 - 978)
- Édouard Ier de Bar (vers 1295 - 1336)
- Marie de Bourgogne, son épouse (1298 - ?)

## LeTransidans la culture
La réalisation des transis apparaît au début du XVe siècle en France. Le plus ancien connu est le transi de Guillaume d'Harcigny, médecin de Charles VI, mort en 1393, déposé aujourd'hui au Musée d'art et d'archéologie de Laon. Un second transi a été réalisé peu après, à Avignon, pour le tombeau du cardinal de La Grange.

### Œuvres similaires et inspirées

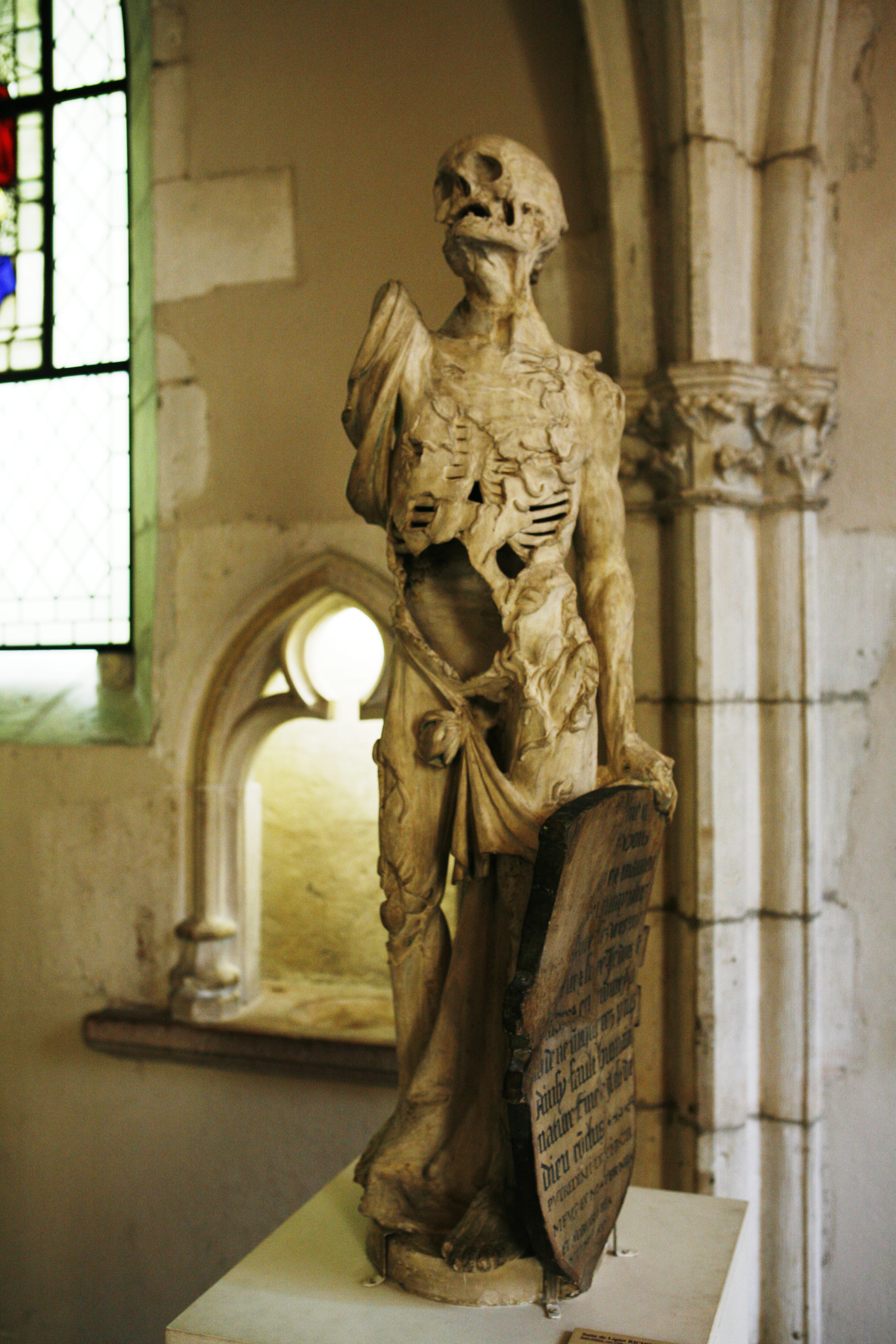
La Mort (XVIe siècle).

- Une sculpture du XVIe siècle intitulée La Mort est à lui rapprocher. Provenant probablement du charnier de l'ancienne abbaye de Clairvaux à Ville-sous-la-Ferté (Aube), elle est aujourd'hui conservée au musée des beaux-arts de Dijon[20].
- Un moulage de l’œuvre est conservé au musée Barrois de Bar-le-Duc. Il a été exposé en 2010 au centre Pompidou-Metz dans le cadre de l’exposition inaugurale « Chefs-d’œuvre ? ».
- Une première copie est réalisée en 1894 pour le musée des sculptures du palais du Trocadéro[3]. Elle est exposée aujourd'hui à la Cité de l'architecture et du patrimoine au palais de Chaillot.
- Une deuxième reproduction est créée en 1922 par le sculpteur animalier François Pompon pour la tombe du dramaturge et poète Henry Bataille à Moux dans l'Aude[3],[21].
- En 2006, dans le clip Redonne-moi de Mylène Farmer, un écorché apparait sur quelques plans. De plus, le décor de son Tour 2009 est composé de deux statues géantes inspirées du Transi[22]. La chanteuse a fait éditer des miniatures de la sculpture afin de la proposer en objet de collection dans l'édition du Coffret Luxe du DVD de sa tournée ; chacune des statuettes hautes de 70 cm, étant numérotée et estampillée : Mylène Farmer Stade de France[23]. Elle explique dans une interview à Ouest-France[24] :

« Les squelettes, ce sont mes écorchés, inspirés par une sculpture du XVe siècle [en fait, du XVIe] qui existe dans une église en France. Après nous avoir écouté, Laurent Boutonnat et moi, Mark Fisher (concepteur du décor) nous a présenté cette œuvre, appelée « Le transi ». On lui a dit, il nous la faut, en immense... L’écorché, c’est le passage entre l’homme et le squelette, c’est la mort dans une certaine légèreté. »

— Mylène Farmer
- En 2018, l'artiste plasticien Fabrice Rotenhauser réalise une transposition contemporaine intitulée "Transi 2490". Cette sculpture monumentale questionne sur l'identité, le rapport au corps au regard du progrès médical et des biotechnologies. Si, aujourd’hui, le Transi de Ligier Richier renvoie à une réalité d’il y a plus de 470 ans, que pourrait-être le Transi dans plus de 470 ans ? L'oeuvre est exposée au Musée Barrois en octobre 2018 puis dans le cadre du Festival RenaissanceS de Bar-le-Duc en juillet 2021[25].